# Dražen Luburić
Dražen Luburić (ur. 2 listopada 1993) – serbski siatkarz, reprezentant kraju, grający na pozycji atakującego. 

## Sukcesy klubowe
Puchar Serbii:
- 2012, 2015[4]

Liga serbska:
- 2012, 2014
- 2015

Puchar Challenge:
- 2015[5]

Puchar Kurowashiki:
- 2017

Liga rosyjska:
- 2018
- 2021

Superpuchar Turcji:
- 2018

Liga turecka:
- 2024[6]
- 2025[7]

Puchar Turcji:
- 2025[8]

## Sukcesy reprezentacyjne
Memoriał Huberta Jerzego Wagnera:
- 2016
- 2019

Liga Światowa:
- 2016

Mistrzostwa Europy:
- 2019
- 2017

## Nagrody indywidualne
- 2015: MVP Pucharu Serbii[9]
- 2017: Najlepszy siatkarz w 2017 roku